# Соломенников, Андрей Сергеевич
Андрей Сергеевич Соломенников (24 ноября 1986) — российский биатлонист, двукратный чемпион России. Мастер спорта России.

## Биография
Воспитанник РСШОР пгт. Приобье (ХМАО). На взрослом уровне представлял Ханты-Мансийский автономный округ (г. Ханты-Мансийск) и Центр спортивной подготовки Югры, также выступал за команду Вооружённых сил. Тренеры — Захаров В. П., Алтухов С. А., Садовников К. И.
В 2011 году стал чемпионом России в гонке патрулей в составе сборной ХМАО. В декабре 2011 года завоевал золотую медаль чемпионата России 2011/12 в индивидуальной гонке, соревнования проводились в рамках турнира «Ижевская винтовка».
Завершил спортивную карьеру в середине 2010-х годов.